# Brad Scott
Brad Scott (nascido em 15 de abril de 1988) é um atleta paralímpico australiano que compete principalmente em provas de média distância na categoria T37. Representou a Austrália competindo no atletismo dos Jogos Paralímpicos do Rio de Janeiro, em 2016.

## Sobre
Nasceu com paralisia cerebral - hemiplegia direita. Atualmente, mora em Perth, na Austrália Ocidental.

## Atletismo

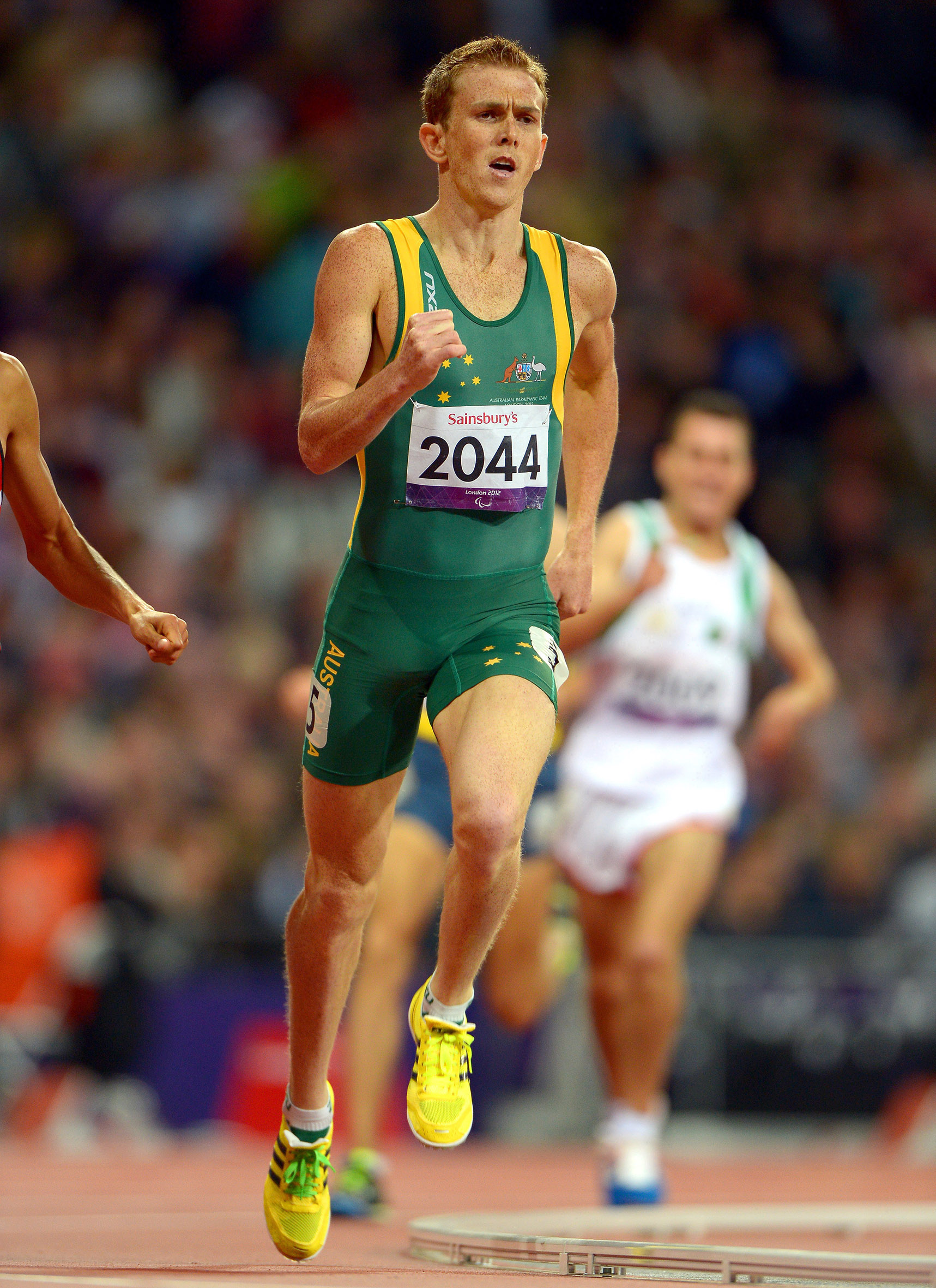
Scott nas Paralimpíadas de Londres 2012.

Apenas dois anos depois de começar a correr, Scott competiu nos Jogos Paralímpicos de Verão de 2008 em Pequim, na China, e conquistou a medalha de prata na prova masculina dos 800 metros da categoria T37 e ficou em quarto lugar nos 200 metros T37.
No Campeonato Mundial de Atletismo Paralímpico de 2011, realizado em Christchurch, na Nova Zelândia, obteve a medalha de prata nos 800 metros T37 e a medalha de bronze no revezamento 4 x 400 metros T35–38.

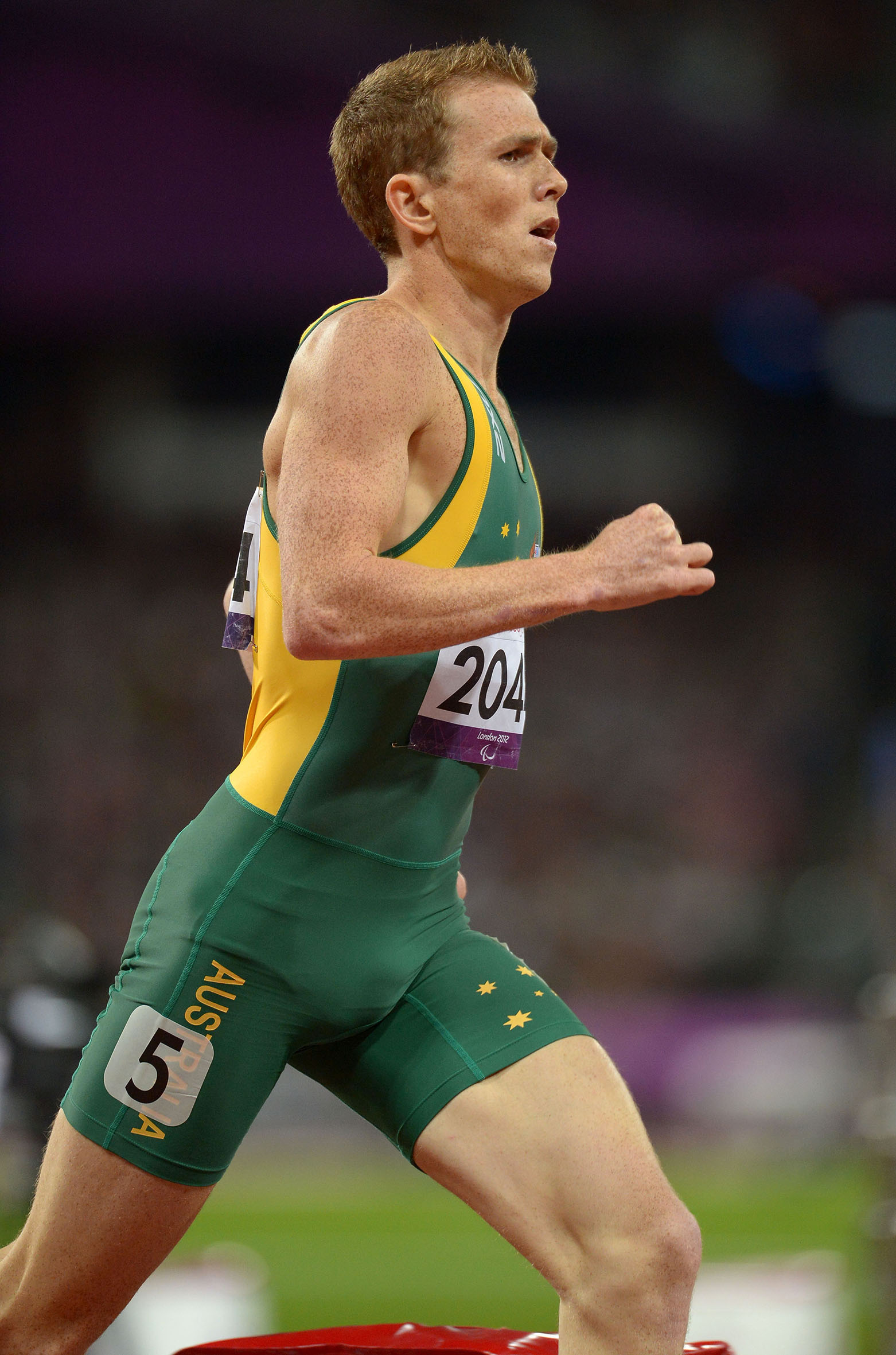
Scott nas Paralimpíadas de Londres 2012.

Em 2011, recebeu um prêmio do Instituto Australiano de Esporte pelo bom desempenho esportivo e estava treinando no AIS em preparação para os Jogos Paralímpicos de Verão de 2012.
Nos Jogos Paralímpicos de Londres, em 2012, Scott obteve a medalha de prata na prova masculina de 1500 metros T37 e a de bronze nos 800 metros da categoria T37. No Campeonato Mundial de Atletismo Paralímpico de 2013, realizado em Lyon, na França, conquista a medalha de prata nos 800 metros T37.
Enquanto esteve no Instituto Australiano de Esporte, Scott foi treinado por Irina Dvoskina. Após as Olimpíadas de Verão de 2012, voltou a Perth e passou a ser treinado por Lyn Foreman.
No Campeonato Mundial de Atletismo Paralímpico de 2015, em Doha, obteve a medalha de prata na prova masculina de 1500 metros T57 com o tempo de 4:21.12.
Nas Paralimpíadas do Rio 2016, Scott terminou em sexto nos 1500 metros masculino da categoria T37.